# نيل مكان
نيل مكان (بالإنجليزية: Neil McCann)‏ (8 نوفمبر 1974 بغرينوك في المملكة المتحدة - ) هو لاعب كرة قدم بريطاني في مركز الوسط. شارك مع منتخب اسكتلندا لكرة القدم. أما مع النوادي، فقد لعب مع نادي رينجرز ونادي ساوثهامبتون ونادي فالكيرك وهارت أوف ميدلوثيان ونادي دندي.

## وصلات خارجية
- نيل مكان على موقع الاتحاد الأوربي (الإنجليزية)
- نيل مكان على موقع قاعدة بيانات كرة القدم.إي يو (الإنجليزية)
- نيل مكان على موقع ناشيونال فوتبول تيمز (الإنجليزية)
- نيل مكان على موقع Soccerbase.com (لاعب) (الإنجليزية)
- نيل مكان على موقع عالم كرة القدم.نت (الإنجليزية)